# Navspasur Rod
Navspasur Rod (ang. Navigation and Space Surveillance Rod) – amerykański wojskowy sztuczny satelita stanowiący pasywny cel do kalibracji radarów. Wyniesiony wraz z satelitą Transit O-5 i innymi.

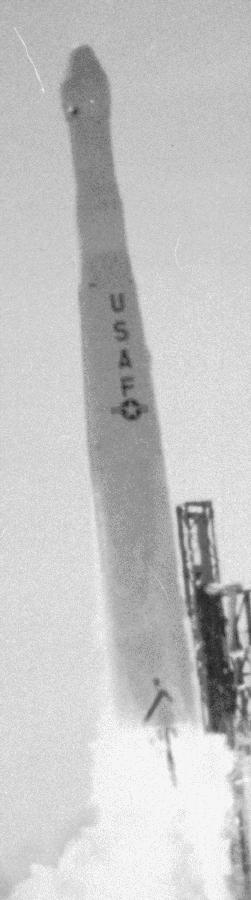
Start rakiety Thor Able Star z satelitą Navspasur Rod 1, 13 sierpnia 1965

Głównym elementem satelity była rozkładana z dwóch zasobników antena drutowa o łącznej długości ponad 60 metrów.
Satelita pozostaje na orbicie okołoziemskiej, której trwałość szacuje się na 1000 lat.